# فهرست دانشگاه‌های میشیگان
- دانشگاه ایالتی میشیگان
- دانشگاه مدونا
- دانشگاه میشیگان
- دانشگاه میشیگان شرقی
- دانشگاه میشیگان غربی
- دانشگاه میشیگان مرکزی
- دانشگاه وین استیت
- دانشگاه اوکلند